# Lin Shih-chia
Lin Shih-chia (chinesisch 林詩嘉, Pinyin Lín Shījiā; * 20. Mai 1993 in Hsinchu) ist eine ehemalige taiwanische Bogenschützin.

## Karriere
Lin Shih-chia begann 2005 mit dem Bogenschießsport und gab 2008 ihr internationales Debüt. Ihren ersten größeren Erfolg schaffte sie bei den Asienmeisterschaften 2013 in Taipeh, als sie mit der Mannschaft hinter Südkorea die Silbermedaille gewann. Zwei Jahre darauf vertrat sie Taiwan zunächst auch bei der Sommer-Universiade in Gwangju. Während sie im Einzel in der dritten Runde ausschied, zog sie mit der Mannschaft ins Finale gegen Südkorea ein. In diesem bezwangen sie die Südkoreanerinnen mit 5:3 und sicherten sich die Goldmedaille. Nur zwei Wochen später startete Lin bei den Weltmeisterschaften in Kopenhagen. Nach sechs Siegen in Folge zog sie in die Finalbegegnung gegen Ki Bo-bae ein, der sie mit 3:7 unterlag. Lin gehörte außerdem zum taiwanischen Aufgebot in der Mixedkonkurrenz, die sie mit Kuo Cheng-wei bestritt. Auch bei diesem Wettbewerb gelang ihr der Finaleinzug, wo sie abermals auf Ki Bo-bae und ihren Partner Ku Bon-chan traf. Erst der Shoot-off entschied die Partie zugunsten der beiden Südkoreanerinnen, sodass Lin ein weiteres Mal Vizeweltmeisterin wurde.
Nach mehreren eher schwächeren Ergebnissen bei World-Cup-Veranstaltungen gehörte sie 2016 in Rio de Janeiro zur taiwanischen Mannschaft bei den Olympischen Spielen. Nach 651 Punkten in der Platzierungsrunde gelang ihr im Einzel in der Ausscheidungsrunde ein 6:0-Auftaktsieg gegen die Ägypterin Reem Mansour, ehe sie in der darauffolgenden zweiten Runde auf Bombayla Devi aus Indien traf und dieser mit 2:6 unterlag. Erfolgreicher verlief der Mannschaftswettkampf. Aufgrund des viertbesten Resultats in der Platzierungsrunde startete die taiwanische Mannschaft in der Ausscheidungsrunde direkt im Viertelfinale, in dem sie sich mit 5:4 im Shoot-off gegen Mexiko durchsetzte. Ebenfalls im Shoot-off folgte eine 4:5-Niederlage gegen die favorisierten Südkoreanerinnen, sodass Taiwan in der Begegnung um den dritten Platz antreten mussten. Dort bezwangen die Taiwanerinnen Italien mit 5:3, sodass Lin gemeinsam mit Tan Ya-ting und Lei Chien-ying die Bronzemedaille erhielt.
2017 trat Lin noch zu mehreren Turnieren an und erzielte ihr bestes Resultat in diesem Jahr mit dem zweiten Platz beim World Cup in Antalya. Im Finale musste sie sich mit 5:6 im Shoot-off gegen die Russin Xenija Perowa geschlagen geben. Ihr bislang letztes internationales Turnier bestritt sie schließlich bei den Weltmeisterschaften in Mexiko-Stadt. Im Einzel kam sie nicht über die dritte Runde hinaus, erreichte mit der Mannschaft aber das Halbfinale, in dem sie den Lokalmatadorinnen aus Mexiko mit 4:5 unterlagen. Im Anschluss besiegten sie allerdings die chinesische Mannschaft mit 6:2 und gewannen die Bronzemedaille. Aufgrund einer Verletzung fiel sie aus dem Nationalkader heraus.